# Khanat de Kokand
1709–1876
Entités précédentes :
- Khanat dzoungar

Entités suivantes :
- Empire russe

Le khanat de Kokand (en ouzbek : Qo'qon xonligi, en persan : خانات خوقند Khānāt-e Khughand, 1710-1876) est l'un des trois khanats ouzbeks d'Asie centrale, dans ce que l'on nommait alors le « Turkestan ».

## Historique
Le khanat de Kokand, qui prend ses origines dans la vallée de Ferghana, se situait entre 1709 et 1876 sur les territoires des actuels Ouzbékistan (est), Tadjikistan et Kirghizistan. La grande horde nomade des Kirghizes et des Kazakhs, active dans l'actuel Kazakhstan oriental, devient rapidement sa vassale.

### XVIIIesiècle
À partir de 1700, le Khanat dzoungar bouddhiste qui s'étendait en Asie centrale de part et d'autre de l'Altaï sous le règne de Tsewang Rabtan, doit faire face à l'intérieur à l'insoumission de ses seigneurs, et à l'extérieur aux attaques du tsarat de Russie à l’Ouest, des Oïrats au Nord et de l'empire chinois gouverné par Kangxi à l’Est. Lorsque l'aïmak mongol de Tsetsen khan attaque à son tour avec six mille chameaux, le khanat commence à se disloquer, malgré la résistance du général Tseren Dondov. C'est alors que s'émancipent les trois vassaux musulmans méridionaux : les khanats de Kokand, de Boukhara (qui englobait Samarcande) et de Khiva.

### XIXesiècle
Au début du XIXe siècle, Kokand s'étend et annexe la ville de Tachkent.

### Phase terminale
En 1868, le khan Khudoyar, coupé de Boukhara, accepte la proposition du général russe Constantin von Kaufmann de signer un traité commercial. Désormais les Russes peuvent voyager librement dans le khanat de Kokand (dont la capitale comptait 80 000 habitants), ainsi que les sujets du khan de Kokand en Russie. Ceux-ci peuvent donc établir des caravansérails dans les contrées environnantes. Kokand devient dépendante économiquement de ce traité, indispensable à sa survie. 
Cependant la population mécontente se soulève contre le khan, entre 1873 et 1876. L'opposant principal est le Kyptchak Abd'ul Rakhman Abd'ul Bachi (dit « Abdourakhman »). Le khan prend la fuite et son fils Nasr-Ed'din ou « Nasreddine » lui succède. Entretemps, en 1875, la forteresse de Makhram (siège des partisans d'Abdourakhman) est prise par les forces du général von Kaufmann.
En 1876, le général Mikhaïl Skobelev s'empare avec 2 800 hommes du reste de la région, notamment à la bataille d'Andijan. Abd'ul Rakhman Abd'ul Bachi est fait prisonnier et envoyé à Ekaterinoslav. En février, le khan Nasreddine revient dans sa capitale, mais l'opposition des imams galvanise la foule contre lui. Le khan signe donc l'union avec la Russie et part vivre à Orenbourg. Le général von Kaufmann devient le premier gouverneur du Turkestan russe et le général Skobelev, gouverneur de l'oblast de Ferghana, ancien khanat de Kokand, désormais disparu.
Les Russes poursuivent leur avancée en Asie centrale, au grand dam des Anglais à cette époque du Grand Jeu.
En 1917-1918, les Anglais tentent de restaurer le khanat de Kokand en mettant à sa tête Mustafa Chokay (1890-1941), qui est battu trois mois plus tard par les Bolcheviks : Autonomie d'Alash (Alasch Orda).

## Khans de Kokand
- 1709-1722 : Shahrukh Bek
- 1722–1734 : Abdul Rahim Bey
- 1734–1751 : Abdul Kahrim Bey
- 1751–1752 : Irdana Bey
- 1752–1753 : Bobobek
- 1753–1769 : Irdana Bey
- 1769–1770 : Suleiman Bey
- 1770-1800 : Mohammed Ali
- 1770–1799 : Narbuta Bey
- 1799–1811 : Alim Khan (Kokand)
- 1811–1822 : Muhammad Umar Khan
- 1822–1842 : Muhammad Ali Khan (Kokand)
- 1842–1844 : Shir Ali Khan (Kokand)
- 1844 : Murad Beg Khan
- 1844–1852 : Muhammad Khudayar Khan, par Mingbashi Musulmonqul (régent)
- 1852–1858 : Muhammad Khudayar Khan
- 1858–1862 : Muhammad Mallya Beg Khan
- 1862 : Shah Murad Khan
- 1862–1863 : Muhammad Khudayar Khan
- 1863–1865 : Muhammad Sultan Khan, par Alimqul (régent)
- 1865 : Bil Bahchi Khan
- 1865–1875 : Muhammad Khudayar Khan
- 1875 : Nasruddin Khan
- 1875 : Muhammad Pulad Beg Khan
- 1876 : Nasruddin Khan
- 1876-1877 : Bulat